# Institut d'astrophysique de Paris

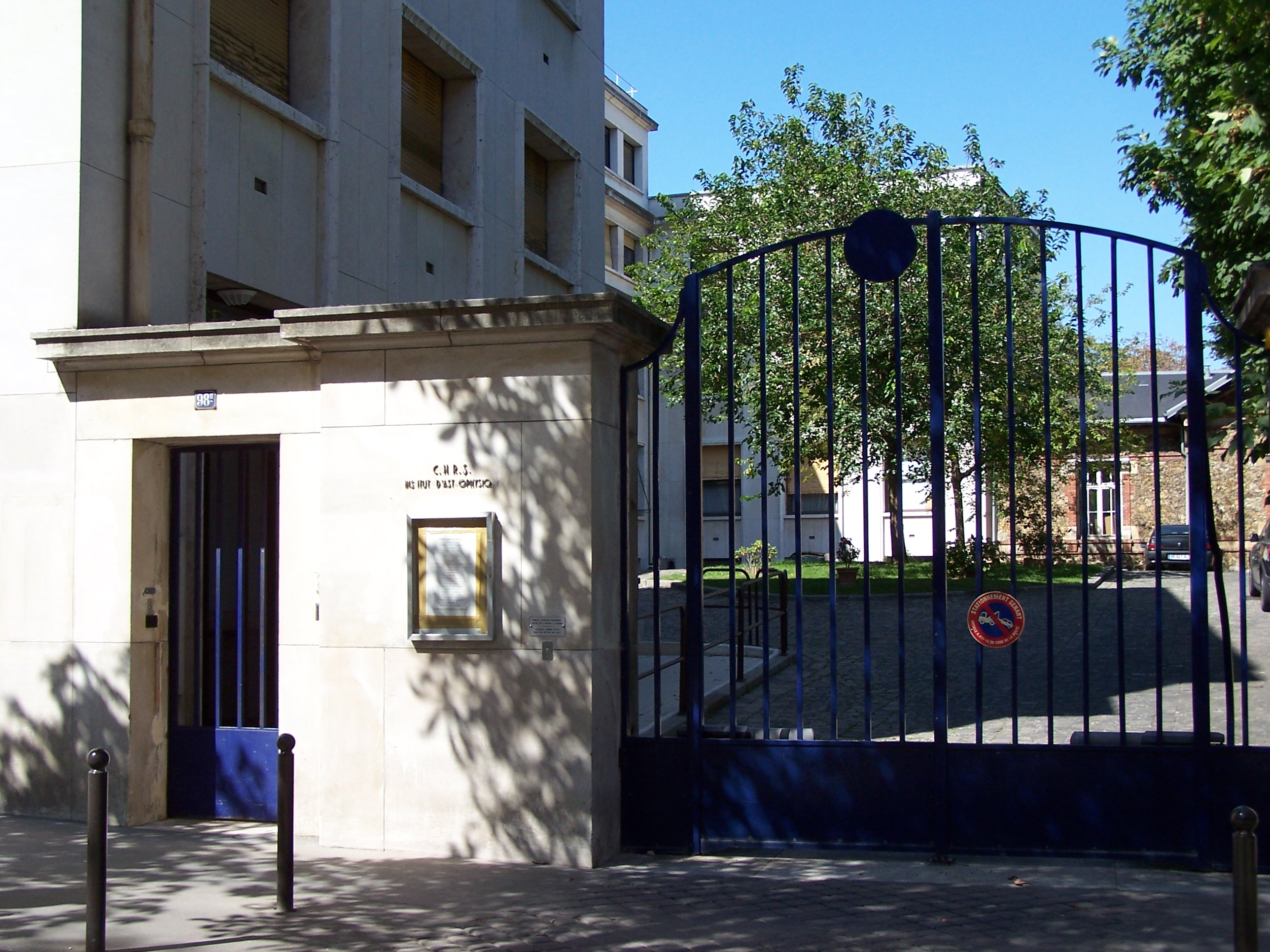
Ingang van het IAP

Het Institut d'astrophysique de Paris (IAP, Nederlands: Instituut voor Astrofysica van Parijs) is een onderzoeksinstituut in Parijs, Frankrijk. Het instituut is onderdeel van de Sorbonne Université en gekoppeld aan het CNRS. Het hoofdgebouw bevindt zich in het 14e arrondissement van Parijs, naast het Observatorium van Parijs. De IAP werd in 1936 opgericht door de toenmalige minister van onderwijs en van schone kunsten Jean Zay.

## IAP-medaille
Het IAP reikte elk jaar sinds 2005 de IAP-medaille uit. Deze medaille wordt uitgereikt aan een astrofysicus die een belangrijke bijdrage heeft geleverd op aanverwante gebieden, ter gelegenheid van het jaarlijkse colloquium van IAP.
- 2005: Sandra Faber (UC Santa Cruz)
- 2006: Andrei Linde (Stanford University)
- 2007: Roger Blandford (Stanford University)
- 2008: Charles Steidel (Caltech)
- 2009: Wallace Sargent (Caltech)
- 2010: Ken'ichi Nomoto (Tōkyō daigaku)
- 2012: Nobuo Arimoto (National Astronomical Observatory of Japan)
- 2013: James Binney (Oxford University)